# Молодіжне (Мелітопольський район)
Молоді́жне — село в Україні, у Мелітопольському районі Запорізької області. Входить до складу Плодородненської сільської громади. Населення становить 210 осіб.

## Географія
Село Молодіжне розташоване за 2,5 км від сіл Олександрівка, Підгірне та Відродження.

## Історія
- 1825 — дата заснування як села Маріагейм.
- 7 (20) листопада 1917 року, відповідно до Третього Універсалу Української Центральної Ради, увійшло до складу Української Народної Республіки[1].
- В 1945 році перейменоване в село Молодіжне.
- До 2017 року орган місцевого самоврядування — Мар'янівська сільська рада.